# 最终幻想 记录者
《最终幻想 记录者》是一款由DeNA为iOS和Android平台开发并发行的免费角色扮演抽卡游戏。游戏中的原创角色和故事与最终幻想系列的其他游戏作品中的角色、情节和战斗互动。作为一款跨界世界观的社交游戏，《最终幻想 记录者》主要以2D像素图形进行实时战斗。
这款游戏在2014年9月在日本地区率先上架iOS和Android平台，此后在2015年3月于全球发行。在2022年9月结束服务之前，这款游戏全球下载量达到了1000万。评论界对《最终幻想 记录者》的评价普遍倾向积极，主要集中于对最终幻想系列以往作品的怀旧情节，但对游戏的故事性评价倾向于负面。

## 游戏玩法
在游戏中，玩家进入每个最终幻想游戏的世界并战斗。战斗完成后，可以解锁来自这些游戏的新角色。玩家可以组合来自不同《最终幻想》游戏的角色队伍。然而，通过使用一种称为“协同系统”的游戏机制，使用来自原本游戏世界的角色会给角色带来“属性加成”，这也适用于武器和装备。游戏让玩家重现《最终幻想》系列的许多高潮时刻，如对阵吉尔伽美什的“大桥之战”。游戏角色在游玩过程中可以收集武器或能力。这款游戏是免费的，且没有应用内消费。
2018年，这款游戏推出了一种新型的地下城——记录地下城。这一模式以全像素艺术重拍经典《最终幻想》场景和地下城为特色。此外还有一段全新的冒险和记录，玩家可以与系列中以往游戏中的英雄们一起进行探索。

## 剧情
在《最终幻想 记录者》中，玩家操作的主角泰罗（Tyro）是一名研究员，他在莫古（Mog）博士的历史部门工作。作为他最好的学生，莫古博士利用的魔法使泰罗可以进入绘画和看到来自以往历代《最终幻想》游戏中不同世界的记忆。泰罗偶尔还会和原创角色如艾拉（Elarra）以及影匠（Shadowsmith）一起，重温并恢复这些伟大故事的记录。

## 开发
开发商DeNA向史克威尔艾尼克斯提议开发一个以最终幻想系列为中心的社交角色扮演游戏，类似于开发商之前制作的《马赛克大战》（Defender of Texel）。《马赛克大战》使用像素图形，角色在队形中展开战斗。史克威尔艾尼克斯的制作人间一朗认为DeNA有经验为西方市场开发一款成功的手机游戏，并批准了游戏的开发。由史克威尔艾尼克斯负责监督游戏的故事、背景和人物，而DeNA负责后台出版。DeNA的制作人 佐佐木悠表示，预计《最终幻想 记录者》在初次发布时会进行国际发布，但是由于为了迎合西方观众而做了一些修改，所以被推迟发行。
开发人员认为美国观众与后期《最终幻想》游戏的联系更紧密，《最终幻想 记录者》在国际发布时使用了早期《最终幻想》系列游戏的重制版宣传资料。出于同样的原因，游戏的制作团队重新审视并打磨了游戏中的剧情动画。这款游戏的设计并不难，而且角色简介也被添加到了国际发行版中，这样新玩家就可以很轻松地开始享受这款游戏了。野村哲也设计了玩家角色泰罗和配角莫格博士、希德以及艾拉。为了吸引美国观众，游戏中首次进入的世界来自《最终幻想VII》，接下来的两个世界是日本的粉丝最喜爱的《最终幻想IV》和《最终幻想VI》。当游戏运行事件时，角色是根据玩家的受欢迎程度来进行选择的。如果游戏中没有足够的世界或事件，则不会添加游戏中的角色。游戏制作人认为角色应该通过战斗赢得，游戏的秘银货币慷慨地给予鼓励玩家继续玩。敌方首领的动画效果与早期标题风格有所不同。登录游戏等活动可赚取游戏内货币，并为国际版增加了更多免费游戏货币获取机会。游戏的西方版和日本版位于不同的服务器上，因此两个版本之间无法进行玩家交流。制作人间一朗表示，游戏体验的核心是“重温过去”。间一朗还认为，在游戏的情节和新的主角泰罗有扩展原创故事的空间。2014年7月制作方发布了一个预告网站，上面有一个倒计时计时器，用来计算游戏实际显示的时间。

## 发行
《最终幻想 记录者》于2014年9月24日在日本发布，并于2015年3月26日全球发行。游戏除日本以外的全球版本服务于2022年9月29日结束。

## 评价
《最终幻想 记录者》总体上获得了积极的评价。IGN称赞这款游戏对前几部最终幻想系列作品的怀旧情怀以及有趣的战斗和自定义功能，但批评了游戏缺乏角色互动，并认为故事情节过于肤浅，难以吸引玩家的兴趣。Kotaku也表达了类似的看法，称该游戏是“有趣的消磨时间的游戏”，但指出游戏存在“令人厌恶的体力系统”，目的是诱使玩家付费以增加游戏时 。VentureBeat表示，游戏中的物品和武器的制作与组合“实际上很有趣”，感觉就像一款真正的《最终幻想》游戏，但谴责游戏玩法因主要是“无需操作”的体验而显得乏味。
在发布后的十天内，这款游戏被下载了100万次。一个月后，这款游戏的下载量达到了300万次，收入达到了10亿日元。这款游戏在日本的下载量在六个月内达到了500万次，并且进入了苹果应用商店收入最高的前五名。游戏全球下载量超过1000万，并提供日语、英语、法语和西班牙语版本。